# Традиционное общество

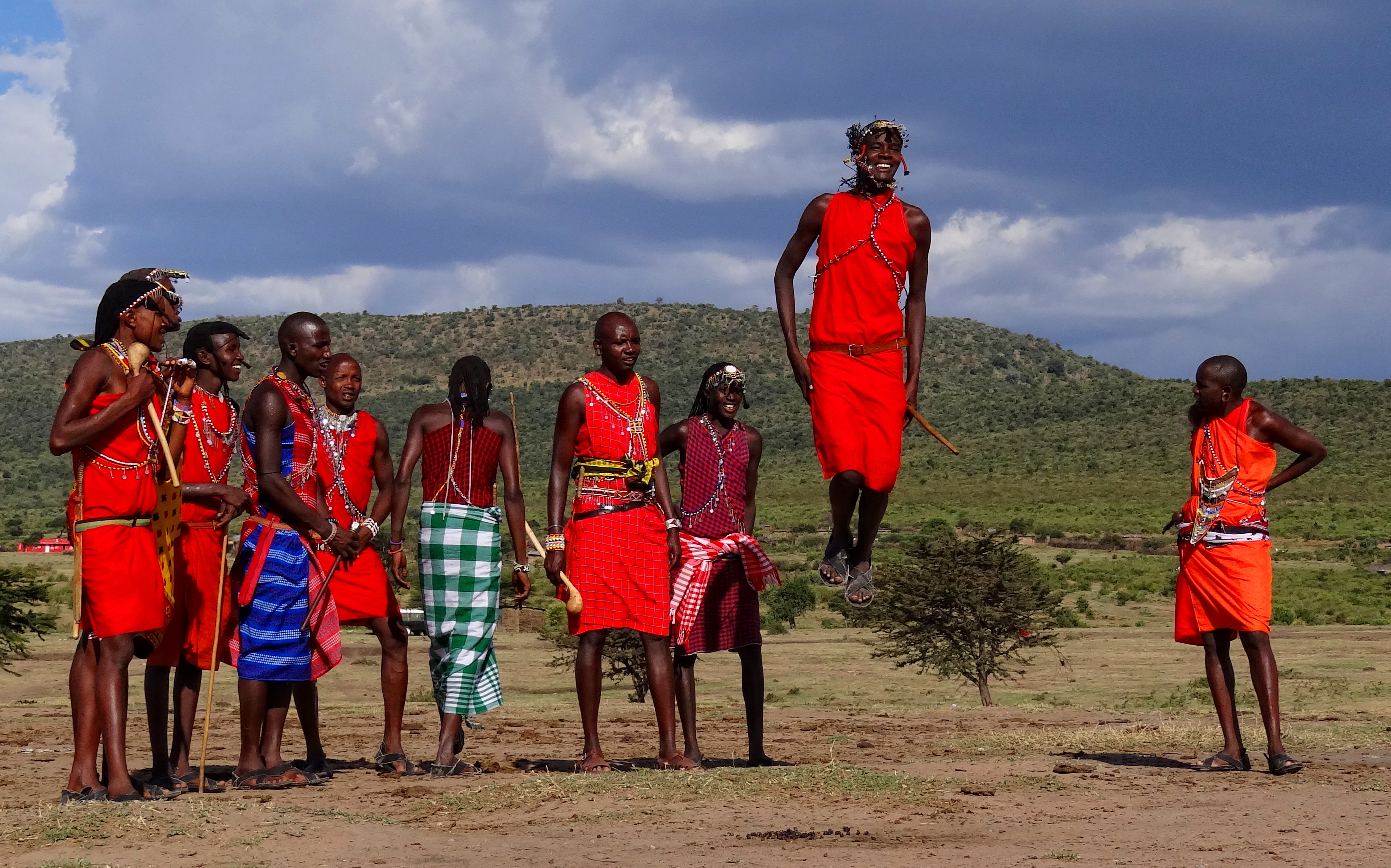
Группа мужчин масаи демонстрирует свой традиционный «танец прыжков».

Традицио́нное о́бщество — общество, которое регулируется традицией. Общественный уклад в нём характеризуется жёсткой сословной социальной иерархией, существованием устойчивых социальных общностей (особенно в странах Востока), особым способом регуляции жизни общества, основанном на традициях, обычаях. Данная организация общества фактически стремится сохранить в неизменном виде сложившиеся в ней социокультурные устои жизни.

## Общая характеристика
Для традиционного общества характерны:
- традиционная экономика, или преобладание аграрного уклада (аграрное общество),
- стабильность структуры,
- сословная организация,
- низкая мобильность.

Традиционный человек воспринимает мир и заведенный порядок жизни как нечто неразрывно-целостное, холистичное, священное и не подлежащее изменению. Место человека в обществе и его статус определяются традицией и социальным происхождением.
Согласно сформулированной в 1910—1920 гг. Л. Леви-Брюлем концепцией, людям традиционных обществ присуще дологическое («prelogique») мышление, не способное к усмотрению противоречивости явлений и процессов и управляемое мистическими переживаниями сопричастия («participation»).
В традиционном обществе преобладают коллективистские установки, индивидуализм не приветствуется (так как свобода индивидуальных действий может приводить к нарушению заведённого порядка, проверенного временем). В целом для традиционных обществ характерно преобладание коллективных интересов над частными, в том числе примат интересов имеющихся иерархических структур (государства и т. п.). Ценится не столько индивидуальная дееспособность, сколько то место в иерархии (чиновничьей, сословной, клановой и т. д.), которое занимает человек.
Как отмечают, Эмиль Дюркгейм в своей работе «О разделении общественного труда» показал, что в обществах механической солидарности (примитивных, традиционных), индивидуальное сознание целиком находится вне «Я».
Традиционные общества, как правило, авторитарны и не плюралистичны. Авторитаризм необходим, в частности, для пресечения попыток несоблюдения традиций или их изменения.
В традиционном обществе, как правило, преобладают отношения перераспределения, а не рыночного обмена, а элементы рыночной экономики жёстко регулируются. Это связано с тем, что свободные рыночные отношения повышают социальную мобильность и изменяют социальную структуру общества (в частности, разрушают сословность); система перераспределения может регулироваться традицией, а рыночные цены — нет; принудительное перераспределение препятствует «несанкционированному» обогащению/обеднению как отдельных людей, так и сословий. Преследование экономической выгоды в традиционном обществе зачастую морально осуждается, противопоставляется бескорыстной помощи.
В традиционном обществе большинство людей всю жизнь живёт в локальном сообществе (например деревне), связи с «большим обществом» довольно слабые. При этом родственные связи, напротив, очень сильны.
Мировоззрение (идеология) традиционного общества обусловлено традицией и авторитетом.
Российский историк Л. Я. Жмудь отмечает: «В течение десятков тысяч лет жизнь подавляющего большинства взрослых людей была подчинена задачам выживания и потому оставляла для творчества и неутилитарного познания еще меньше места, чем для игры. Жизнь держалась на традиции, враждебной любым новшествам, всякое серьезное отступление от заданных норм поведения несло угрозу всему коллективу».
Существует мнение, что успех и уважение в традиционном обществе зависят от следования порядкам, основанных на родстве. Это означает (1) согласие с другими членами группы, (2) подчинение авторитетам вроде старейшин или мудрецов, (3) контроль за поведением тех, кто вам близок (но не чужаков), (4) четкое выделение членов вашей группы из числа всех остальных людей и (5) содействие коллективному успеху вашей сети прилюбой возможности. Кроме того, из-за многочисленных обязательств, обязанностей и ограничений, налагаемых обычаем, мотивация людей, как правило, не является «ориентированной на сближение», то есть направленной на налаживание новых отношений или знакомство с посторонними. Вместо этого люди становятся «ориентированными на избегание», чтобы свести к минимуму риск выглядеть отклоняющимися от нормы, сеющими разлад или навлекающими позор на себя или других.

## Трансформация традиционного общества
Традиционное общество представляется чрезвычайно устойчивым. Как пишет известный демограф и социолог Анатолий Вишневский, «в нём все взаимосвязано и очень трудно изъять или изменить какой-либо один элемент».
В древности изменения традиционного общества происходили чрезвычайно медленно — на протяжении поколений, практически незаметно для отдельного человека. Периоды ускоренного развития имели место и в традиционных обществах (яркий пример — изменения на территории Евразии в I тысячелетии до н. э.), но даже в такие периоды изменения осуществлялись медленно по современным представлениям, а по их завершении общество снова возвращалось к относительно статичному состоянию с преобладанием циклической динамики.
В то же время, с древних времён существовали общества, которые нельзя назвать вполне традиционными. Отход от традиционного общества был связан, как правило, с развитием торговли. К этой категории относят греческие города-государства, средневековые самоуправляемые торговые города, Англию и Голландию XVI—XVII веков. Особняком стоит Древний Рим (до III века н. э.) с его гражданским обществом.
Быстрая и необратимая трансформация традиционного общества начала происходить лишь с XVIII века в результате промышленной революции. К настоящему моменту этот процесс захватил почти весь мир.
Быстрые перемены и отход от традиций могут переживаться традиционным человеком как крушение ориентиров и ценностей, утрата смысла жизни и т. п. Поскольку приспособление к новым условиям и изменение характера деятельности не входит в стратегию традиционного человека, то трансформация общества зачастую приводит к маргинализации части населения.
Наиболее болезненно трансформация традиционного общества происходит в тех случаях, когда демонтируемые традиции имеют религиозное обоснование. При этом сопротивление изменениям может принимать формы религиозного фундаментализма.
В период трансформации традиционного общества в нём может усиливаться авторитаризм (либо с целью сохранить традиции, либо с целью преодолеть сопротивление изменениям).
Трансформация традиционного общества завершается демографическим переходом. Поколение, выросшее в малодетных семьях, имеет психологию, отличающуюся от психологии традиционного человека.
Мнения о необходимости (и степени) трансформации традиционного общества существенно расходятся. Например, философ А. Дугин считает необходимым отказаться от принципов современного общества и вернуться к «золотому веку» традиционализма. Социолог и демограф А. Вишневский утверждает, что у традиционного общества «нет шансов», хотя оно и «яростно сопротивляется». Согласно расчётам профессора А. Назаретяна, для того чтобы полностью отказаться от развития и вернуть общество в статичное состояние, численность человечества необходимо уменьшить в несколько сотен раз.